# Orangebauch-Fruchttaube
Die Orangebauch-Fruchttaube (Ptilinopus iozonus) ist eine Art der Taubenvögel. Sie kommt in mehreren Unterarten nur auf einigen südostasiatischen Inseln vor.

## Erscheinungsbild
Die Orangebauch-Fruchttaube erreicht eine Körperlänge von 21 Zentimetern. In Körpergröße und Körperbau ähnelt sie der Lilakappen-Fruchttaube. Es handelt sich um eine kurzschwänzige Art, deren Gefieder überwiegend kräftig grün ist. Auf den Schultern weist sie je nach Unterart je einen schiefergrauen oder tiefroten Schulterfleck auf. Die Federn der Schwingen sind gelb gesäumt. Charakteristisch für die Art ist der sehr große orangefarbene Fleck auf dem Bauch. Die Unterschwanzdecken sind weißgelblich.
Der Schnabel ist rötlich und hellt zur Spitze hin in ein Gelb auf. 

## Verbreitung und Verhalten
Die Orangebauch-Fruchttaube ist eine endemische Taubenart Neuguineas und der angrenzenden Inseln. Sie kommt unter anderem auf Salawari, Waigeo, Aru, Yapen, Manam, Tarawi, Karkar und Kalriru vor. Im Tiefland Neuguineas ist sie eine häufige Art. Orangebauch-Fruchttauben sind Waldbewohner, die sich bevorzugt an den Waldrändern aufhalten. Sie präferieren Primärwälder und ältere Sekundärwälder. Sie ist meistens in kleinen Schwärmen zu beobachten, die aus drei bis zehn Individuen bestehen. Häufig ist sie mit anderen Fruchttauben lose assoziiert. Sie brüten vermutlich während des gesamten Jahres. Das Nest findet sich in Bäumen. Das Gelege besteht aus einem einzelnen weißen Ei.

## Belege

### Weblink
- Ptilinopus iozonus in der Roten Liste gefährdeter Arten der IUCN 2013.2. Eingestellt von: BirdLife International, 2012. Abgerufen am 4. Januar 2014.